# Omø
Omø es una isla de Dinamarca, situada en el Gran Belt (Storebælt). La isla ocupa un área de 4,52 km² con una línea de costa de 12 kilómetros y alberga una población de 168 habitantes de los cuales la mayoría vive en la aldea de Omø, que tiene una iglesia, y en Kirkehavn, un pequeño puerto con un atracadero de transbordadores, junto con un puerto deportivo de reciente construcción, hecho con el propósito de promover la pesca, que, junto con la agricultura, constituye la principal actividad económica de la isla. Algunas de las características naturales de la isla son su lago y su pantano; también se caracteriza por su variada avifauna.
Omø mantiene un faro y cabañas, junto con un camping para promocionar el turismo. 